# Distretto di Bordj Bou Arreridj
Il distretto di Bordj Bou Arreridj è un distretto della provincia di Bordj Bou Arreridj, in Algeria, con capoluogo Bordj Bou Arreridj.